# Dietrich Christoph Ihring
Dietrich Christoph Ihring (* 14. Januar 1669 in Allendorf; † 29. Juli 1740 in Kassel) war Bürgermeister von Kassel.

## Leben
Ihring war der Sohn des Allendorfer Bürgers Christoph Ihring (1632–1671) und dessen Ehefrau Anna Christina Grau (1651–1710), der Tochter des promovierten Arztes und Allendorfer Bürgermeisters Dietrich Grau. Er heiratete am 29. April 1696 in Allendorf Gertrud Hein (1676–1741), die Tochter des Allendorfer Superintendenten Konrad Hein. Aus der Ehe ging die Tochter Susanna Christina Ihring (1708–1786) hervor, die Wilhelm d’Aubigny heiratete. Der gemeinsame Sohn Nikolaus Wilhelm Ihring (1699–1757) wurde Superintendent und Metropolitan in Allendorf und heiratete Catherine Elisabeth († 1747, 43-jährig), die Tochter des Kasseler Bürgermeisters Johannes Koppen. Deren Sohn war Dietrich Christoph Ihringk.
Ihring studierte ab 1686 Rechtswissenschaften in Jena. 1691 setzte er das Studium in Marburg, 1693 in Halle und 1695 wieder in Marburg fort. Dort erwarb er das Lizentiat. Er war 1727 und erneut 1728 bis 1730 Bürgermeister von Kassel.

## Werke
- De perquisitione domestica, vulgo Haußsuchung, Marburg, 1695